# Barely Legal (film)
Pour les articles homonymes, voir Barely Legal (homonymie).
Pour plus de détails, voir Fiche technique et Distribution.
Barely Legal est une comédie érotique réalisée par Jose Montesinos et produite par The Asylum, sortie en 2011. Elle met en vedette Jeneta St. Clair, Lisa Younger et Melissa Johnston.

## Synopsis
Sue, Cheryl et Lexi sont trois futures étudiantes de première année qui sont les meilleures amies depuis qu’elles ont appris qu’elles étaient nées le même jour. Elles font quelque chose de spécial chaque année pour leur anniversaire, mais à leur dix-huitième anniversaire, elles ont décidé de perdre leur virginité. Elles organisent une grande fête au bord de la piscine chez Sue dans l’espoir de « faire éclater leurs cerises » avant la fin du jour et de la nuit. Mais elles trouvent que perdre leur virginité est plus facile à dire qu’à faire, alors qu’elles se lancent toutes les trois dans une série de quêtes torrides et humoristiques pour le faire.
Cheryl entreprend de « réussir » avec son petit ami de longue date, Jake. Mais après l’avoir surpris en train de la tromper avec une autre fille, elle se lance dans une série de rencontres infructueuses. Tout d’abord, Cheryl essaie de rendre Jake jaloux en fréquentant un sympathique collégien, nommé Eric, mais il part quand il apprend qu’elle ne l’utilise que comme « sexe de vengeance » contre son petit ami. Ensuite, elle tente de séduire l’aveugle local Frank, dont le chien-guide a une rencontre avec elle à la place.
Lexi essaie de trouver un certain « J.J. » qui lui a donné du « plaisir oral » la veille, mais comme l’acte a été fait par derrière, elle ne sait pas de qui il s’agit. Elle entreprend de trouver J.J. de toutes les manières possibles en tombant sur chaque gars qu’elle rencontre avec le prénom de « J », de Jeremy à Jake en passant par John.
La naïve et religieuse Sue tente d’abord de séduire son camarade de classe d’étude biblique Chris, qui rejette ses avances, affirmant que sa dévotion repose sur Jésus-Christ (ce qui est un message codé qu’il se trouve être homosexuel). Découragée, Sue devient accro à la masturbation alors qu’elle se fait plaisir avec tout ce qui vibre dans sa maison, des vibromasseurs, des poignées d’aspirateur, des télécommandes, des pommes de douche pulsantes aux brosses à dents électriques.
À la fin de la fête, aucune des trois filles ne perd sa virginité malgré des rencontres sexuelles avec diverses personnes, animaux et objets. Décidant que ce n’était pas censé être la bonne fois, elles ont l’intention de se séparer. Cependant, Lexi découvre que J.J. est en fait son ancienne camarade de classe de lycée, nommée Johanna, qui a toujours eu le béguin pour Lexi. Réalisant qu’elle pourrait vraiment être une lesbienne refoulée, Lexi décide qu’elle n’a pas besoin de relations sexuelles avec des hommes et consomme immédiatement sa romance avec Johanna.
Après avoir finalement rompu avec son petit ami infidèle, Cheryl se rend chez Eric pour le supplier d’avoir une seconde chance. Eric accepte les excuses de Cheryl et accepte de rester en contact alors qu’il part pour retourner à l’université.
Après avoir nettoyé le désordre laissé par la fête chez elle, Sue rencontre un sympathique hispanique qui passe à moto devant sa maison et qui lui demande son chemin vers une église qu’elle fréquente fréquemment. Quand le gars se présente comme Jesús, Sue le voit comme un signe de Dieu. Jesús demande à Sue si elle aimerait être conduite à leur église en moto, et elle accepte.

## Distribution
- Jeneta St. Clair : Cheryl
- Lisa Younger : Lexi
- Melissa Johnston : Sue
- Morgan Benoit : Jake
- Myko Olivier : Eric
- Matthew Keoki Miller : Frank
- Joy Amber Stephens : Johanna
- Irec Hargrove : Rod
- Wolfie Trausch : Chris
- Andre Meadows : Troy
- Lee Doud : Troy
- Alex Arleo : Jeremy
- Alex Zanger : Jesús